# Kona (Burkina Faso)
Kona ist sowohl eine Gemeinde (französisch commune rurale) als auch ein dasselbe Gebiet umfassendes Departement im westafrikanischen Staat Burkina Faso, in der Region Boucle du Mouhoun und der Provinz Mouhoun. Die Gemeinde hat in 17 Dörfern 19.585 Einwohner.